# Слон сидить спокійно
«Слон сидить спокійно» (кит.: 大象席地而坐; англ. An Elephant Sitting Still, також «Слон, що сидить нерухомо») — китайська драма 2018 року режисера та сценариста Ху Бо. Перший і останній повнометражний фільм письменника Ху Бо, знятий на основі однойменного оповідання з його роману «Величезна тріщина» (2017). Світова прем'єра картини відбулася на 68 Берлінському міжнародному кінофестивалі.
Незабаром після завершення роботи над фільмом, 12 жовтня 2017 року Ху Бо у віці 29 років скоїв самогубство.
В Україні показ фільму відбувся 21 липня 2018 року на Одеському міжнародному кінофестивалі в рамках секції «Фестиваль Фестивалів» у Фестивальному центрі «Родина».
Фільм отримав схвальні відгуки кінокритиків, які відзначили майстерність Ху Бо, як режисера й оповідача, його стиль, а також операторську роботу. Картина стала лауреатом премії «Золотий кінь» у категоріях Найкращий фільм року, Найкращий адаптований сценарій і Вибір глядачів.

## Сюжет
Юй Чен лежить у ліжку дружини свого друга. Він згадує історію, яку йому розповів нещодавно цей друг: у Маньчжурії є слон, який постійно сидить; люди приходять подивитися на нього, кидають їжу, але йому байдуже — він сидить цілісінький день на одному місці. Несподівано його друг повертається додому. Побачивши Юй Чена у своїй спальні, той стрибає з вікна і розбивається на смерть. Юй Чен утікає.
Вей Бу зі своїм однокласником Лі Каєм йдуть до школи, де їм доведеться зустрітися з Юй Шуаєм, який упевнений, що Лі Кай вкрав його телефон. Вей Бу бере з собою саморобну битку, а Лі Кай — батьків пістолет. Завуч повідомляє Вей Бу, що їхню школу закривають, а його подруга, Хуан Лін, попереджає не зв'язуватися з Юй Шуаєм, бо у нього є небезпечний брат. На перерві Лі Кай і Вей Бу зустрічаються на сходах з Юй Шуаєм. Лі Кай погоджується купити йому новий телефон, але Юй Шуай хоче більше принизити їх обох. Юй Шуай обсміює батька Вей Бу, якого вигнали з роботи за хабар, після чого виникає штовханина і Юй Шуай падає зі сходів. Вей Бу втікає.
Донька та зять просять пенсіонера Ван Цзіня переїхати у дім для літніх людей, щоб вони мали змогу переїхати й забезпечити його внучці кращу освіту. Він відмовляється — там не можна буде тримати собаку та й квартира належить йому. Він іде на прогулянку, де на його собаку нападає величезний білий пес. У ветеринарній клініці він бачить оголошення про зниклого білого пса й вирушає до його власників із трупом своєї собаки.
Юй Чен, брат Юй Шуая, разом зі своєю бандою вирушає на пошуки Вей Бу. Тим часом, дорогою додому, Вей Бу помічає флаєр із рекламою цирку в Маньчжурії, й слона, що сидить. Не знайшовши вдома своїх грошей, він іде за допомогою до бабусі, але вона виявляється мертвою. Після цього він вирушає до більярдного клубу в надії обміняти свій кий на гроші, але мало не перетинається з Юй Ченем. Їдучи в таксі до мавпячого парку, Вей Бу помічає свого сусіда Ван Цзіня, який, йдучи від власників великого білого пса, викидає свою мертву собаку з моста. Вей Бу просить пенсіонера позичити йому грошей, а потім пропонує йому купити кий, на що той відмовляється. Ван Цзіня наздоганяє власник білого пса й звинувачує його у тому, що він убив його тварину. Вей Бу стає на захист старого. Врешті, власник пса їде геть. Ван Цзінь дає гроші Вей Бу, а той розповідає, що збирається поїхати у Маньчжурію, поглянути на слона, що постійно сидить на місці. 
Юй Чен зустрічається з матір'ю свого померлого друга, проте не розповідає їй, що був у його квартирі, коли він вчинив самогубство. Після цього він знову вирушає на пошуки Вей Бу. Разом з поплічниками він влаштовує погром у квартирі Вея і через кий Вея наказує слідкувати за Ван Цзінем. Сам Юй Чен вирушає на зустріч зі своєю колишньою.
У мавпячому парку Вей Бу бачиться з Хуан Лін. Він просить її поїхати разом із ним до Маньчжурії, але Хуан Лін відмовляється і йде геть. Він слідкує за нею і бачить, що вона таємно зустрічається в ресторані з завучем школи. Вже у квартирі завуча Хуан Лін дізнається, що всі учні школи вже знають про їх таємні відносини. Завуч проганяє Хуан Лін. Повертаючися додому, вона бачить афішу цирку в Маньчжурії. Вдома вона все розповідає мамі. До них приходять завуч з дружиною. Хуан Лін закривається у своїй кімнаті та втікає через вікно.  
Вей Бу зустрічається з Лі Каєм, який розповідає йому, що насправді це він вкрав телефон Юй Шуая, бо на ньому були збережені принизливі відео з ним та іншими учнями. Після цього Вей Бу йде на вокзал, де купляє у перекупника квиток, який виявляється фальшивим. Перекупник відводить Вей Бу з вокзалу, де відбирає в нього документи й викликає Юй Чена.
Ван Цзінь купляє два квитки на вокзалі й забирає з собою внучку біля школи. Юй Чен приходить до Вея Бу і повідомляє, що його брат помер. Юй Чен вирішує зізнатися матері свого друга про те, що він був присутній під час того, як він вкоротив собі життя. Він також вирішує відпустити Вей Бу. З'являється Лі Кай і погрожує Юй Чену пістолетом. Під час сутички з перекупником пістолет вистрілює і влучає в Юй Чена.
Вей Бу йде на вокзал, де зустрічає Ван Цзіня з внучкою та Хуан Лін, і дізнається, що поїзд скасували. Разом вони йдуть на автостанцію, де купують квитки й вирушають у дорогу.

## У ролях

Головні герої фільму (зліва направо): Вей Бу (Пен Юйчан), Юй Чен (Чжан Юй), Хуан Лін (Ван Юйвень) і Ван Цзінь (Лі Цунсі)

- Пен Юйчан[en] — Вей Бу
- Чжан Юй — Юй Чен
- Ван Юйвень[en] — Хуан Лін
- Лі Цунсі — Ван Цзінь
- Лін Чженхуй — Лі Кай
- Дун Сянжун — завуч
- Чжаоянь Ґочжан — батько Бу
- Чжу Яньманьцзи — колишня Чена
- Ван Нін — мати Лін
- Чжан Сяолун — Юй Шуай

## Виробництво
У липні 2016 року Ху Бо представив сценарій до фільму з робочою назвою «Золоте руно» на кінофестивалі в Сініні. Проєкт привернув увагу продюсерів Лю Сюань і Ван Сяошуая з компанії Dongchun Films. Ху Бо від початку планував, що тривалість картини складатиме близько 4 годин. Знімання відбувалося в провінції Хебей. Через її компактність використовувалася камера Arri Alexa Mini з об'єктивом ZEISS Ultra Prime. Для підтримання послідовності візуального тону оператор Фень Чао та Ху Бо вирішили знімати фільм суто під природним освітленням, без використання жодного джерела штучного світла. Знімання проводили тільки по чотири години на день уранці та ввечері, оминаючи золоту годину та захід сонця. За словами Фень Чао, Ху Бо не залишив багато можливостей монтажу: «Він [Ху Бо] вважав, що «Слон сидить спокійно» не має бути фільмом перетвореним чи переписаним у монтажній». Через проблеми з фінансуванням і скорочення знімального графіка, під час огляду робочих локацій, на препродакшені було вирішено знімати кожну сцену одним кадром, що стежить за персонажем. Крім того, за задумом, це мало в імерсивний спосіб виробити глядацьку емпатію до головних героїв. Під час фільмування великі заводи Пекіна припинили роботу, хмари та смог розвіялися, погода була гарною, що суперечило задуму показати атмосферу похмурої реальності. Через ясну погоду, знімання переважно відбувалося рано вранці, або пізно ввечері. Режисер Ху Бо на це казав: «Чому навіть погода йде проти мене?». По завершенню знімань у Ху Бо виникли тривалі конфлікти з продюсерами, які наполягали на скороченні хронометражу фільму. Після смерті режисера Dongchun Films передала всі права на фільм його батькам. 21 липня 2018 року картина відкрила 12-й Міжнародний кінофестиваль FIRST у Сініні.

## Критика
Фільм отримав позитивні відгуки кінокритиків. На сайті Rotten Tomatoes стрічка має рейтинг 96% та середню оцінку 8,5/10, на основі 47 відгуків. На сайті Metacritic картина має середній бал 86 зі 100 (на основі 16 рецензій).
Філ Гоад із «Гардіан» оцінив фільм у 4 з 5: «Навряд хтось посміхається під час чотиригодинного показу фільму «Слон сидить спокійно» — а коли вони це роблять, кожна посмішка гірка… Іноді фільм надто рівний, із періодичними надмірними нігілістичними спалахами. Однак цілеспрямоване стилістичне зосередження Ху вибудовується у панораму суспільства з погляду справжнього мораліста… Цей епос безнадії має стати епітафією обірваної надзвичайно перспективної кар'єри». Також він порівняв стрічку із «Магнолією», що «розповідає про кількох персонажів у індустріальному місті, кожен з яких стає жертвою чужого егоїзму» та «Слоном» через рух стедікам, що постійно слідує за героями. Оглядач «Гардіан», Сімран Ханс, поставила фільму 5/5: «Попри те, що він (Ху Бо) часто використовує довгі плани в стилі свого наставника Тарра, воно не відчувається повільним кіно». Кларенс Цуй з «Голлівуд репортер» назвав фільм «довгою, сумною, зворушливою лебединою піснею». «Хоч і довгий, дещо громіздкий і самосвідомо філософський, але перший (і, на жаль, останній) фільм Ху чітко та міцно сплітає усі свої сюжетні лінії… Створений під впливом таких європейських артхаусних ікон, як Кшиштоф Кесльовський і Бела Тарр, «Слон…» є доказом перспективності Ху, як вдумливого режисера. Стрічка є пам'яткою молодому таланту, який вигорів занадто рано, й особлива увага на фестивалях — найменше з того, на що він заслуговує» — написав він у свої рецензії. У відгуку видання «Тайм аут» зазначено: «Ця меланхолійна, довга та повільна китайська драма пропонує похмурий і гострий погляд на життя задвірків Китаю». Кінокритик з «Файненшл таймс» Найджел Ендрюс поставив стрічці 5 зірок з п'яти: «Фільм про нестерпність, однак сам не нестерпний; вимагає терпіння, проте ніколи не нудний… Геніальність цього фільму — усвідомленість його наративу. Нас утримують похмурими іграми долі… Нас утримують кружляючими іроніями історії, у якій кожен головний герой у певний момент взаємодіє з іншим. Нас утримують розглядом і напруженістю подій, наче у реальному часі, та болючою трагічною щирістю, з якою режисер розповідає свою історію». «Приголомшливий, амбітний дебютний фільм марафонної тривалості, який дивним чином здається надто коротким. Хоч це драма, повна смерті та відчаю, які набувають додаткової віддачі, знаючи, що юний митець скоїв самогубство незабаром після завершення проєкту, але це ще й фільм, наповнений людяністю, незалежно наскільки жорстко песимістичним він є. Феноменально», — йдеться у замітці списку 12 найкращих фільмів Кінофестивалю у Торонто на «Роллінґ стоун». Картина потрапила до переліку найкращих фільмів десятиліття за версією редакції «Flashforward Magazine».
Топ-списки критиків:
- 4 місце — Жуо-Нін Су, The Film Stage[30]
- 6 місце — Мартін Контеріо, Scene360[31]
- Топ-10 — Девід Курсен, Parallax View[32]
- 2 місце — Лоуренс Ґарсіа, A.V. CLUB[33]
- 5 місце — Марджорі Баумґартен, Austin Chronicle[34]
- 5 місце — Джошуа Бренстін, CriterionCast[35]
- 4 місце — Рауль де Леон, Film Pulse[36]
- 6 місце — Кріс Лучантоніо, Film Pulse[37]
- 8 місце — Адам Паттерсон, Film Pulse[38]
- 7 місце — К. Дж. Прінс, The Film Stage[39]
- 6 місце — Стів Еріксон, Gay City News[40]
- 9 місце — Шері Лінден, The Hollywood Reporter[41]
- 9 місце — персонал Hyperallergic[42]
- 7 місце — Боб Штраусс, Los Angeles Daily News[43]
- 10 місце — Міхал Олещик, RogerEbert.com[44]
- 2 місце — Чак Бовен, Slant[45]
- 7 місце — Джейк Коул, Slant[45]
- 2 місце — Джошуа Мінсу Кім, Slant[45]
- 4 місце — К. Остін Коллінс, Vanity Fair[46]

## Саундтрек
Музику до фільму створив китайський рок-гурт Hua Lun. Ресурс The Film Stage включив саундтрек стрічки на 17 позицію двадцятки найкращих у 2019 році.
| #     | Назва                                                           | Тривалість |
| ----- | --------------------------------------------------------------- | ---------- |
| 1.    | «Сині іскри — коротка версія» (кит.: 蓝色火花 — 短篇)           | 2:02       |
| 2.    | «Сині іскри — довга версія» (кит.: 蓝色火花 — 长篇)             | 2:27       |
| 3.    | «Через полум'я» (кит.: 穿过火焰)                                | 2:33       |
| 4.    | «Дикий звір» (кит.: 野兽)                                       | 2:30       |
| 5.    | «Лі Кай» (кит.: 离开)                                           | 1:49       |
| 6.    | «Через лід» (кит.: 穿过冰面)                                    | 5:43       |
| 7.    | «Маньчжурія» (кит.: 满洲里)                                     | 2:20       |
| 8.    | «Людські плітки» (кит.: 民谣)                                   | 1:24       |
| 9.    | «Небо поганця — розширена версія» (кит.: 坏孩子的天空 — 加长版) | 5:46       |
| 10.   | «Слон» (кит.: 大象)                                             | 4:05       |
| 11.   | «Небо поганця» (кит.: 坏孩子的天空)                             | 4:00       |
| 32:79 |                                                                 |            |

## Нагороди
| Рік  | Премія                                      | Категорія                                                                | Номінант               | Результат |
| ---- | ------------------------------------------- | ------------------------------------------------------------------------ | ---------------------- | --------- |
| 2020 | 39-а Гонконгська кінопремія                 | Найкращий азійський фільм китайською мовою                               | «Слон сидить спокійно» | Номінація |
| 2018 | 68-й Берлінський міжнародний кінофестиваль  | Приз ФІПРЕССІ                                                            | «Слон сидить спокійно» | Перемога  |
| 2018 | 68-й Берлінський міжнародний кінофестиваль  | Найкращий дебютний повнометражний ігровий фільм (GWFF) — Особлива згадка | «Слон сидить спокійно» | Перемога  |
| 2018 | 42-й Гонконгський міжнародний кінофестиваль | Приз глядацьких симпатій                                                 | «Слон сидить спокійно» | Перемога  |
| 2018 | 18-й Міжнародний кінофестиваль New Horizons | Глядацький приз                                                          | «Слон сидить спокійно» | Перемога  |
| 2018 | 55-а премія «Золотий кінь»                  | Найкращий фільм                                                          | «Слон сидить спокійно» | Перемога  |
| 2018 | 55-а премія «Золотий кінь»                  | Найкраща чоловіча роль                                                   | Пен Юйчан              | Номінація |
| 2018 | 55-а премія «Золотий кінь»                  | Найкращий новий режисер                                                  | Ху Бо                  | Номінація |
| 2018 | 55-а премія «Золотий кінь»                  | Найкращий адаптований сценарій                                           | Ху Бо                  | Перемога  |
| 2018 | 55-а премія «Золотий кінь»                  | Найкраща операторська робота                                             | Фань Чао               | Номінація |
| 2018 | 55-а премія «Золотий кінь»                  | Найкращий оригінальний саундтрек                                         | Hua Lun                | Номінація |
| 2018 | 55-а премія «Золотий кінь»                  | Вибір глядачів                                                           | «Слон сидить спокійно» | Перемога  |